# Aeroportul Baco
Aeroportul Baco (IATA: BCO, ICAO: HABC) este un aeroport din Etiopia ce deservește zona Jinka.
Situat la o altitudine de 1.097 m, aeroportul dispune de o singură pistă.